# Nicolai Müller
Nicolai Müller (ur. 25 września 1987 w Lohr am Main) – niemiecki piłkarz występujący na pozycji pomocnika lub napastnika. Zawodnik klubu Hannover 96, do którego został wypożyczony z Eintrachtu Frankfurt.

## Kariera
Müller jako junior grał w zespołach TSV Wernfeld, Eintracht Frankfurt oraz SpVgg Greuther Fürth, do którego trafił w 2003 roku. W 2006 roku został włączony do jego rezerw. W tym samym roku dołączył do jego pierwszej drużyny, grającej w 2. Bundeslidze. Zadebiutował w niej 2 marca 2007 roku w wygranym 2:1 pojedynku z FC Augsburg. W styczniu 2009 roku został wypożyczony do trzecioligowego SV Sandhausen. Do końca sezonu 2008/2009 rozegrał tam 18 spotkań i zdobył 5 bramek. Potem wrócił do Greuther Fürth. 3 października 2009 roku w wygranym 2:1 meczu z Fortuną Düsseldorf strzelił pierwszego gola w 2. Bundeslidze. Graczem pierwszej drużyny Greuther Fürth był przez pięć lat.
W 2011 roku Müller odszedł do pierwszoligowego 1. FSV Mainz 05. W Bundeslidze zadebiutował 28 sierpnia 2011 roku w zremisowanym 1:1 spotkaniu z Hannoverem 96. 24 września 2011 roku w przegranym 1:2 pojedynku z Borussią Dortmund zdobył pierwszego gola w Bundeslidze. W 2014 roku przeszedł do Hamburger SV. W 2018 roku został zawodnikiem Eintrachtu Frankfurt.
29 maja 2013 zadebiutował w reprezentacji Niemiec w wygranym 4:2 towarzyskim meczu z Ekwadorem.